# Singularitate esențială

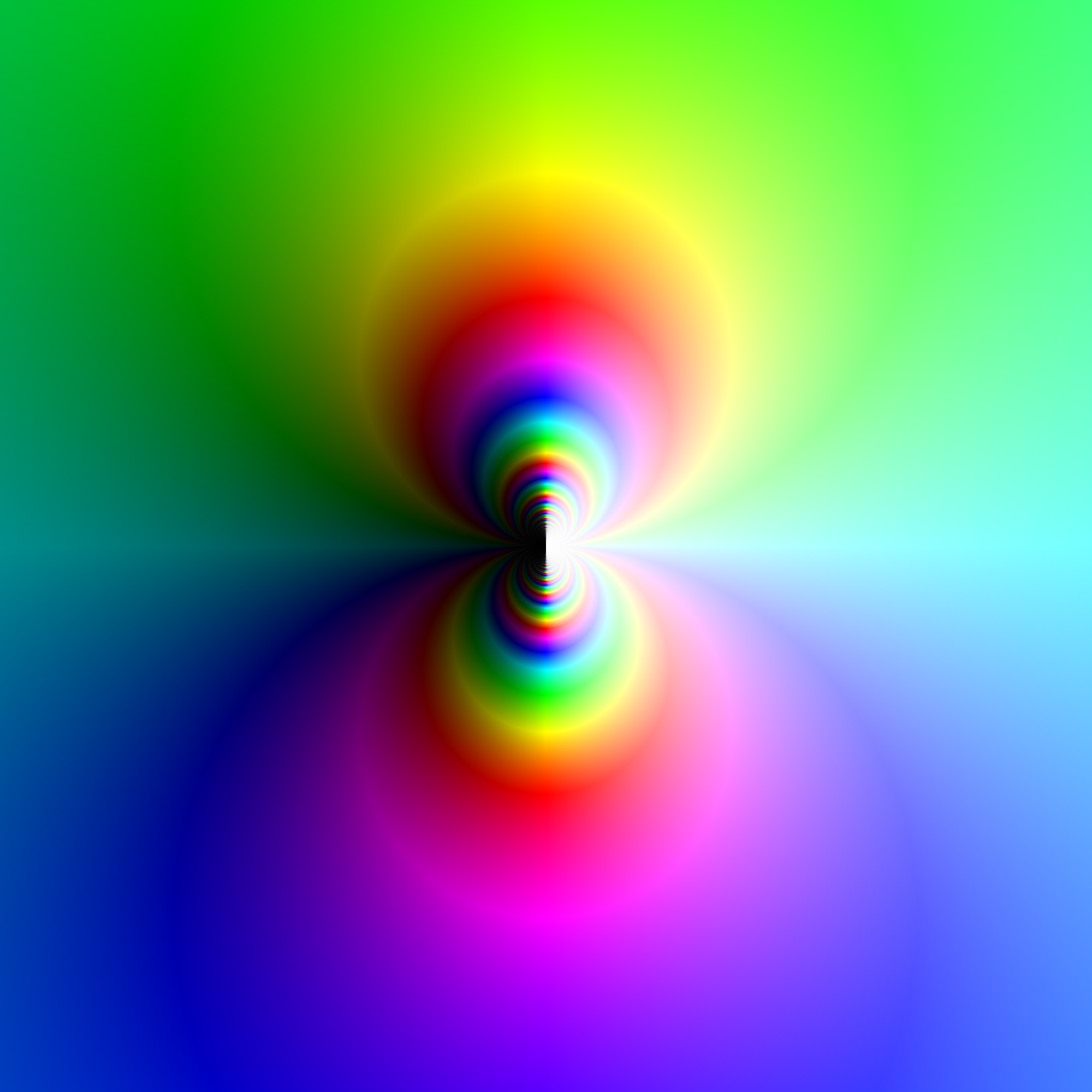
Graficul funcției exp(1/z), centrat pe singularitatea esențială din z = 0. Culorile reprezintă iar luminozitatea reprezintă valoarea absolută. Acest grafic arată cum abordarea singularității esențiale din diferite direcții produce comportamente diferite (spre deosebire de un pol, care ar fi alb abordat din orice direcție).

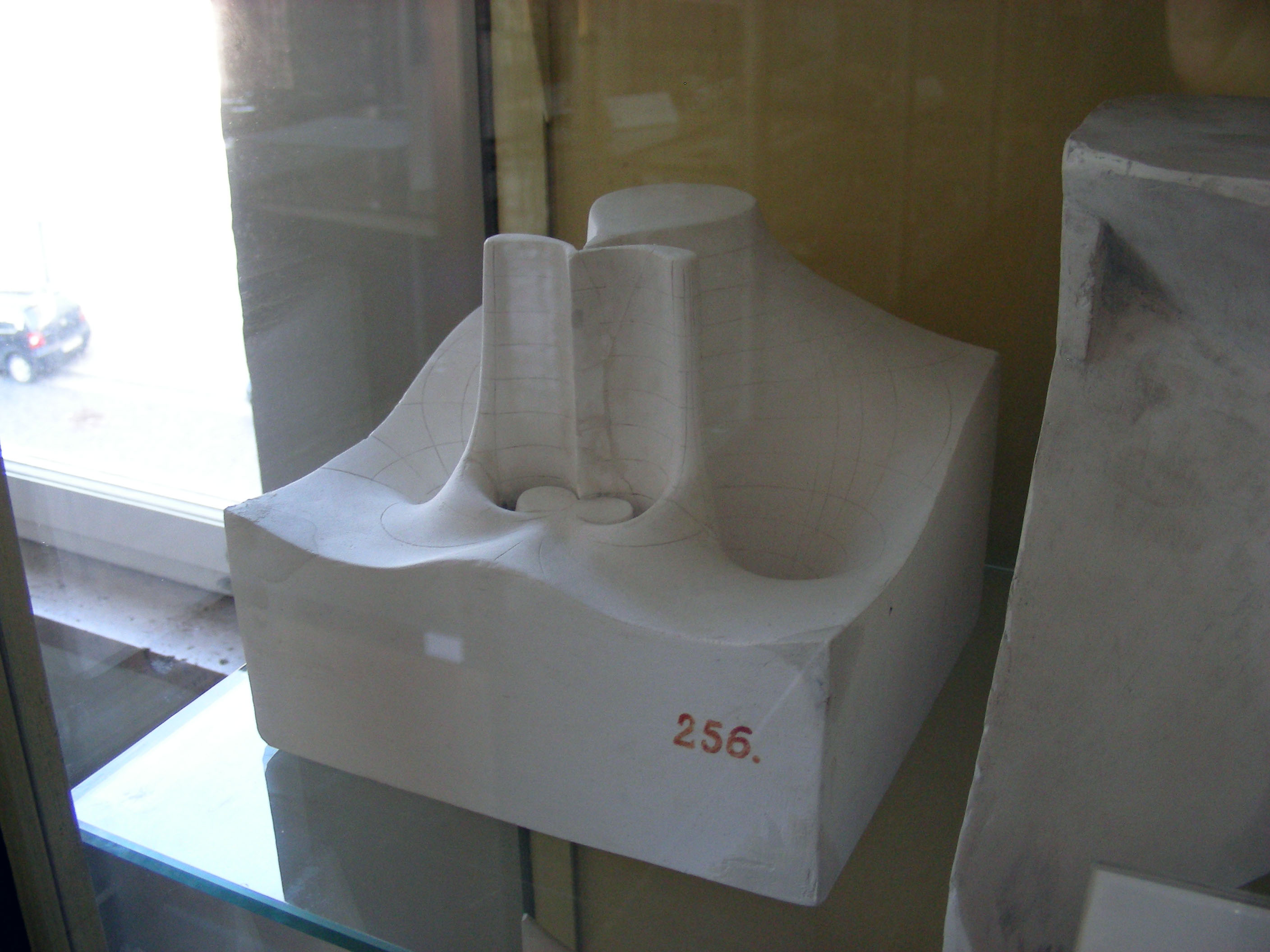
Model care ilustrează singularitatea esențială a funcției complexe 6w = exp(1/(6z))

În analiza complexă o singularitate esențială a unei funcții este o singularitate „severă” lângă care funcția se comportă ciudat.
Categoria singularitate esențială este un „rest” sau un grup implicit de singularități izolate care sunt expres de negestionat: prin definiție, nu se încadrează în niciuna dintre celelalte două categorii de singularitate care pot fi tratate în vreun fel — singularități eliminabile și poli. În practică, unii includ între acestea și anumite singularități neizolate: acelea nu au un reziduu⁠(d).

## Descriere formală
Fie o mulțime deschisă {\displaystyle U} din planul complex {\displaystyle \mathbb {C} }. Fie {\displaystyle a} un element al {\displaystyle U} și {\displaystyle f\colon U\setminus \{a\}\to \mathbb {C} } o funcție olomorfă. Punctul {\displaystyle a} se numește singularitate esențială a funcției {\displaystyle f} dacă singularitatea nu este nici un pol, nici o singularitate eliminabilă.
De exemplu, funcția {\displaystyle f(z)=e^{1/z}} are o singularitate esențială în {\displaystyle z=0}.

## Descriere alternativă
Fie {\displaystyle \;a\;} un număr complex și se presupune că {\displaystyle f(z)} nu este definită în {\displaystyle a}, dar este analitică într-o regiune {\displaystyle U} a planului complex și că fiecare vecinătate deschisă a lui {\displaystyle a} are intersecția cu {\displaystyle U} nevidă.
Dacă atât {\displaystyle \lim _{z\to a}f(z)} cât și {\displaystyle \lim _{z\to a}{\frac {1}{f(z)}}} există, atunci {\displaystyle a} este o singularitate eliminabilă atât a {\displaystyle f}, cât și a {\displaystyle {\frac {1}{f}}}.
Dacă {\displaystyle \lim _{z\to a}f(z)} există dar {\displaystyle \lim _{z\to a}{\frac {1}{f(z)}}} nu există (în realitate {\displaystyle \lim _{z\to a}|1/f(z)|=\infty }), atunci {\displaystyle a} este un zero al {\displaystyle f} și un pol al {\displaystyle {\frac {1}{f}}}.
Similar, dacă {\displaystyle \lim _{z\to a}f(z)} nu există (în realitate {\displaystyle \lim _{z\to a}|f(z)|=\infty }) dar {\displaystyle \lim _{z\to a}{\frac {1}{f(z)}}} există, atunci {\displaystyle a} este un pol al {\displaystyle f} și un zero al {\displaystyle {\frac {1}{f}}}.
Dacă nici {\displaystyle \lim _{z\to a}f(z)}, nici {\displaystyle \lim _{z\to a}{\frac {1}{f(z)}}} nu există, atunci {\displaystyle a} este o singularitate esențială a ambelor {\displaystyle f} și {\displaystyle {\frac {1}{f}}}.
O altă modalitate de a caracteriza o singularitate esențială este aceea că seria Laurent⁠(d) a lui {\displaystyle f} la punctul {\displaystyle a} are o infinitate de termeni de grad negativ (adică, partea principală din seria Laurent este o sumă infinită). O definiție înrudită este aceea că, dacă există un punct {\displaystyle a} pentru care nicio derivată a lui {\displaystyle f(z)(z-a)^{n}} nu converge către o limită când {\displaystyle z} tinde spre {\displaystyle a}, atunci {\displaystyle a} este o singularitate esențială a lui {\displaystyle f}.
Pe sfera Riemann (care are un punct de la infinit), {\displaystyle \infty _{\mathbb {C} }}, funcția {\displaystyle {f(z)}} are o singularitate esențială în acel punct dacă și numai dacă {\displaystyle {f(1/z)}} are o singularitate esențială în 0: adică nu există nici {\displaystyle \lim _{z\to 0}{f(1/z)}}, nici {\displaystyle \lim _{z\to 0}{\frac {1}{f(1/z)}}}. Funcția zeta Riemann pe sfera  Riemann are o singură singularitate esențială, la {\displaystyle \infty _{\mathbb {C} }}.
Comportarea funcțiilor olomorfe în apropierea singularităților lor esențiale este descrisă de teorema Casorati–Weierstrass și de marea teoremă a lui Picard⁠(d), considerabil mai puternică. Acesta din urmă spune că în orice vecinătate a unei singularități esențiale, {\displaystyle a}, funcția {\displaystyle f} ia orice valoare complexă, cu excepția posibilei uneia, de un număr infinit de ori. (Excepția este necesară; de exemplu, funcția {\displaystyle \exp(1/z)} nu are niciodată valoarea 0.)